# Élections européennes de 2019 en Croatie
Les élections européennes de 2019 en Croatie sont les élections des députés de la neuvième législature du Parlement européen, qui se déroulent du 23 mai au 26 mai 2019 dans tous les États membres de l'Union européenne, dont la Croatie où elles auront lieu le 26 mai 2019 pour élire les 12 sièges alloués au pays. Le 12e élu (SDP) siège après le Brexit, à compter du 1er février 2020, car la Croatie bénéficie d'un siège supplémentaire, à la suite de la redistribution partielle des sièges du Royaume-Uni.

## Mode de scrutin
Les douze députés européens croates sont élus au suffrage universel direct par l'ensemble des citoyens croates ainsi que par les ressortissants de l'Union européenne résidant en Croatie âgés de plus de 18 ans. Le scrutin se tient selon le mode du vote unique transférable, et les sièges sont répartis entre les listes dépassant 5 % des suffrages exprimés selon la méthode d'Hondt.

## Contexte
Au niveau européen, le scrutin intervient dans un contexte inédit. La mandature 2014-2019 a en effet vu intervenir plusieurs événements susceptibles d'influer durablement sur la situation politique européenne, comme le référendum sur l'appartenance du Royaume-Uni à l'Union européenne en 2016, l'arrivée ou la reconduction au pouvoir dans plusieurs pays de gouvernements eurosceptiques et populistes (en Hongrie en 2014, en Pologne en 2015, en Autriche en 2017 et en Italie en 2018) et l'adoption de l'Accord de Paris sur le climat en 2015. Les élections interviennent alors que la Commission européenne est présidée depuis 15 ans par le Parti populaire européen (PPE) ; la Commission sortante, présidée par Jean-Claude Juncker, rassemble des membres du PPE, de l'Alliance des libéraux et des démocrates pour l'Europe et du Parti socialiste européen.
En Croatie, les élections européennes se déroulent trois ans après les élections législatives anticipées de 2016. Celles-ci avaient permis au conservateur Andrej Plenković de devenir premier ministre, à la tête d'un gouvernement constitué et soutenu par une coalition de centre droit entre l'Union démocratique croate (HDZ) et Le Pont des listes indépendantes (MOST).

## Campagne

### Partis et candidats
| Parti politique | Parti politique | Positionnement et idéologie                                                   | Tête de liste   | Parti européen | Députés sortants | Députés sortants |
| Parti politique | Parti politique | Positionnement et idéologie                                                   | Tête de liste   | Parti européen | Nombre           | Groupe politique |
| --------------- | --- | ----------------------------------------------------------------------------- | --------------- | -------------- | ---------------- | ---------------- |
|                 | Union démocratique croate HDZ | Centre droit à Droite Démocratie chrétienne, conservatisme, europhilie        | Karlo Ressler   | PPE            | 4 / 11           | PPE              |
|                 | Parti social-démocrate de Croatie SDP | Centre gauche Social-démocratie, Troisième voie                               | Tonino Picula   | PSE            | 2 / 11           | S&D              |
|                 | Coalition « Amsterdam » Alliance civique libérale (Glas) Diète démocrate istrienne (IDS) Parti paysan croate (HSS) Parti croate des retraités (HSU) Parti travailliste croate (HL-SR) | Centre gauche Libéralisme, social-libéralisme, régionalisme, europhilie       | Valter Flego    |                | 2 / 11           | ADLE             |
|                 | Coalition HKS - HSP AS - Hrast Parti conservateur croate (HKS) Parti croate du droit – Ante Starčević (HSP AS) Croissance croate (Hrast)                                              | Droite Conservatisme, libéralisme politique, euroscepticisme                  | Ruža Tomašić    | ACRE           | 1 / 11           | CRE              |
|                 | Bouclier humain ZZ | Attrape-tout Populisme, antisystème, russophilie, euroscepticisme             | Tihomir Lukanić |                | 0 / 11           |                  |
|                 | Le Pont Most | Centre à centre droit Conservatisme, libéral-conservatisme                    | Božo Petrov     |                | 0 / 11           |                  |
|                 | Coalition HSP - NHR Parti croate du droit (HSP) Indépendants pour la Croatie (NHR) | Droite à extrême droite Nationalisme, conservatisme sociétal, euroscepticisme | Bruna Esih      |                | 0 / 11           |                  |
|                 | Bandić Milan 365 - Parti travailliste et de solidarité BM365 | Centre gauche Social-démocratie, populisme                                    |                 |                | 0 / 11           |                  |
|                 | Parti populaire croate - Démocrates libéraux HNS | Centre gauche à centre Libéralisme, social-libéralisme                        |                 | ALDE           | 0 / 11           |                  |

### Déroulement de la campagne
33 candidatures ont été retenues pour participer à ces élections. Les différentes listes ont été publiées par la Commission électorale le 10 avril 2019, date du début de la campagne électorale officielle.

#### Union démocratique croate (HDZ)
La liste de l'Union démocratique croate (HDZ), parti de centre droit au pouvoir, est menée par Karlo Ressler, âgé de 30 ans, issu de la branche « jeunesse » du parti. La liste, nommée « La Croatie pour les générations » comprend également deux députés européens sortants , trois membres du Parlement de Croatie et deux župan. 
Le Premier ministre et président du HDZ, Andrej Plenković, considère que ces élections soit sur une poursuite du développement de la Croatie soit un coup d'arrêt qui isolerait le pays.

#### Parti social-démocrate de Croatie (SDP)
La liste du principal parti d'opposition, le Parti social-démocrate de Croatie (SDP, centre gauche), est dirigée par l'actuel député européen Tonino Picula. Lors de la présentation de la liste, Tonino Picula a déclaré que la Croatie n'avait pas pleinement exploité son appartenance à l'Union européenne. Le parti s'attend à remporter trois sièges lors ces élections. 

#### Coalition Amsterdam
La liste de la coalition « Amsterdam », regroupant sept partis centristes dont la Diète démocrate istrienne (IDS), l'Alliance civique libérale (GLAS), le Parti paysan croate (HSS), le Parti croate des retraités (HSU) ou encore le Parti travailliste croate (HL-SR), est menée par le župan du comitat d’Istrie, Valter Flego (IDS). La présidente du GLAS, Anka Mrak Taritaš, estime que la coalition représente un rejet de l'« Europe des barbelés et du chaos du Brexit » et prône une Europe « ouverte et libre ». Le président du HSS, Krešo Beljak, a quant à lui déclaré que le vote pour la coalition est un vote pour une « Croatie européenne ».

#### Bouclier humain (ZZ)
Le parti populiste Bouclier humain (ZZ, attrape-tout) participe à une plate-forme commune avec le Mouvement 5 étoiles italien, le Kukiz'15 de Pologne et le parti grec AKKEL. La tête de liste est le secrétaire général du parti, Tihomir Lukanić. Ivan Vilibor Sinčić, président du parti, présente la plate-forme comme une nouvelle génération de politiciens qui lutteront contre la corruption et le crime organisé.

#### Le Pont (Most)
La liste du parti Le Pont (Most) est dirigée par son président, Božo Petrov. S'il est élu, Petrov cédera son siège au Parlement européen au candidat disposant du plus grand nombre de votes préférentiels après lui. Avant le début de la campagne, le parti Most avait tenté de faire de barrage à un projet de loi prévoyant d'augmenter la limite de dépenses pour les élections européennes mais le projet de loi a finalement été adopté par le Parlement de Croatie.

#### Autres listes
Deux partis de droite, les Indépendants pour la Croatie (NHR) et le Parti croate du droit (HSP) forment une coalition et mettent l'accent sur une Europe des « nations libres, souveraines et indépendantes ». Leur liste inclut les présidents des deux partis, Bruna Esih du NHR et Karlo Starčević du HSP.
Le Parti populaire croate - Démocrates libéraux (HNS), partenaire de la coalition au pouvoir, se présente de manière indépendante avec le župan du comitat de Međimurje en tête de liste.

### Sondages
N.B. : est mentionné ici le dernier sondage publié par chaque institut. Pour consulter les sondages précédents ou antérieurs à 2019, se reporter à l'article détaillé.
| Sondeur           | Date          | ŽZ     | START | SDP     | Coalition Amsterdam | BM365 | HNS     | Most  | HDZ     | HKS-HSP AS Hrast | HSP-NHR | Autres |
| ----------------- | ------------- | ------ | ----- | ------- | ------------------- | ----- | ------- | ----- | ------- | ---------------- | ------- | ------ |
| Sondeur           | Date          |        |       |         |                     |       |         |       |         |                  |         |        |
| 2x1 komunikacije  | 29 avril 2019 | 10,9 % | 2,2 % | 23,3 %  | 8,8 %               | 1,0 % | 1,0 %   | 7,5 % | 26,6 %  | 3,0 %            | 5,6 %   | 10,1 % |
| IPSOS             | 25 avril 2019 | 9,6 %  | 4,3 % | 19,2 %  | 7,9 %               | 3,4 % | --      | 6,6 % | 29,7 %  | --               | --      | 19,3 % |
| Promocija plus    | 18 avril 2019 | 8,4 %  | 3,5 % | 17,1 %  | 8,3 %               | 2,6 % | 2,6 %   | 6,7 % | 27,3 %  | 4,3 %            | 4,5 %   | 14,7 % |
| Kantar Public     | 15 avril 2019 | 10,6 % | 5,1 % | 21,0 %  | 10,5 %              | --    | --      | 7,7 % | 34,3 %  | 5,1 %            | 5,7 %   | --     |
| Élections de 2014 | 25 mai 2014   | 0,47 % | /     | 29.93 % | /                   | /     | 29.93 % | /     | 41,42 % | /                | /       |        |

## Résultats
| Parti ou coalition       | Parti ou coalition                                             | Voix      | %     | +/-  | Sièges | +/-           | Groupe | Groupe |
| ------------------------ | -------------------------------------------------------------- | --------- | ----- | ---- | ------ | ------------- | ------ | ------ |
|                          | Union démocratique croate (HDZ)                                | 244 076   | 22,72 | Nv.  | 4      | en stagnation | PPE    |        |
|                          | Parti social-démocrate de Croatie (SDP)                        | 200 976   | 18,71 | Nv.  | 4      | 2             | S&D    |        |
|                          | Coalition HKS - HSP AS - Hrast                                 | 91 546    | 8,52  | Nv.  | 1      | en stagnation | CRE    |        |
|                          | Indépendant (Mislav Kolakušić)                                 | 84 765    | 7,89  | Nv.  | 1      | 1             | NI     |        |
|                          | Bouclier humain (ZZ)                                           | 60 847    | 5,66  | 5,19 | 1      | 1             | NI     |        |
|                          | Coalition « Amsterdam » (IDS - Glas - HSS - HSU - HL-SR)       | 55 806    | 5,19  | Nv.  | 1      | 1             | RE     |        |
|                          | Le Pont (Most)                                                 | 50 257    | 4,67  | Nv.  | 0      | Nv.           |        |        |
|                          | Coalition HSP - NHR                                            | 46 970    | 4,37  | Nv.  | 0      | en stagnation |        |        |
|                          | Bandić Milan 365 - Parti travailliste et de solidarité (BM365) | 21 175    | 1,97  | Nv.  | 0      | Nv.           |        |        |
|                          | Parti populaire croate - Démocrates libéraux (HNS)             | 27 958    | 2,60  | Nv.  | 0      | en stagnation |        |        |
|                          | Autres partis                                                  | 189 578   | 17,65 | -    | 0      | -             |        |        |
|                          |                                                                |           |       |      |        |               |        |        |
| Votes valides            | Votes valides                                                  | 1 073 954 | 97,32 |      |        |               |        |        |
| Votes blancs et nuls     | Votes blancs et nuls                                           | 29 597    | 2,68  |      |        |               |        |        |
| Total                    | Total                                                          | 1 103 551 | 100   | -    | 12     | 1             | -      |        |
| Abstentions              | Abstentions                                                    | 2 593 356 | 70,14 |      |        |               |        |        |
| Inscrits / Participation | Inscrits / Participation                                       | 3 696 907 | 29,86 |      |        |               |        |        |